# إيفور بروديس
إيفور بروديس (بالإنجليزية: Ivor Broadis)‏ مواليد 18 ديسمبر 1922 في لندن، إنجلترا - الوفاة 12 أبريل 2019، كان لاعب ومدرب كرة قدم إنجليزي كان يلعب كمهاجم. سبق له أن لعب في كأس العالم لكرة القدم مع منتخب بلاده. لعب خلال مسيرته 512 مباراة سجل خلالها 157 هدفاً.

## المسيرة الاحترافية

### أندية لعب لها
- نادي كارلايل يونايتد
- نادي سندرلاند
- مانشستر سيتي
- نيوكاسل يونايتد
- كوين أوف ساوث

## وصلات خارجية
- إيفور بروديس على موقع قاعدة بيانات كرة القدم.إي يو (الإنجليزية)
- إيفور بروديس على موقع ناشيونال فوتبول تيمز (الإنجليزية)
- إيفور بروديس على موقع Soccerway.com (الإنجليزية)

- الموقع%20الرسمي